# Bagad Naoned
Le Bagad de Nantes, anciennement Bagad Gilles de Retz, est un ensemble traditionnel de musique bretonne, créé en 1968. Il représente la culture bretonne en pays Nantais. Il évolue actuellement en 2e catégorie du championnat national des bagadoù.

## Historique

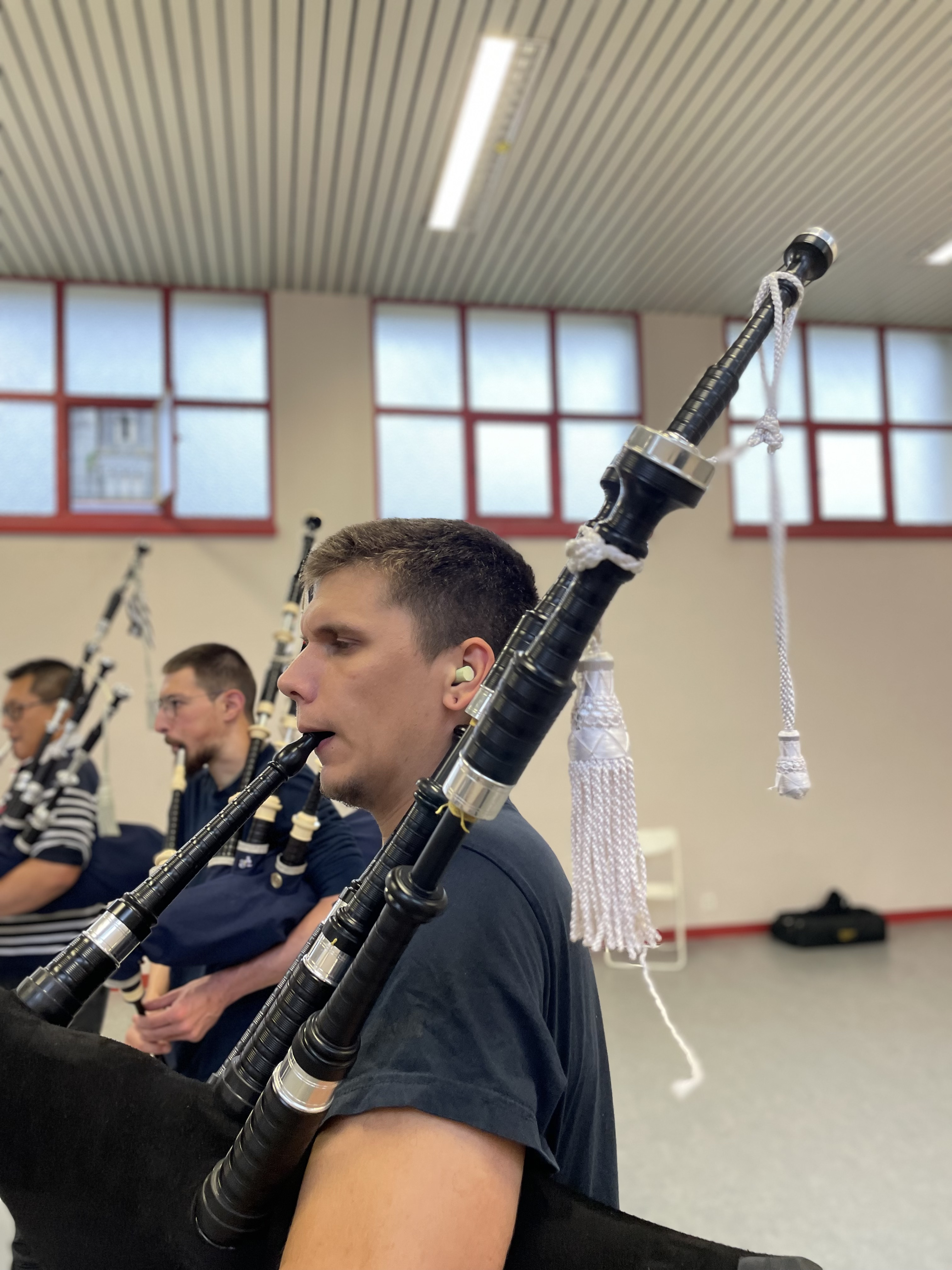
Cornemuses du Bagadig de Nantes en répétition (2022)

Le bagad est créé en 1968 sous le nom de Bagad Gilles de Retz. Il se produit dans toute la France ainsi qu'à l'étranger (Pays celtiques, Allemagne, Belgique). En 1975 il participe aux concours de seconde catégorie. Il arrête de concourir en 1989 pour se consacrer à ses projets. Il interprète alors un répertoire très varié, incluant des thèmes bretons, irlandais, écossais et des compositions originales ainsi que d'autres styles musicaux comme le jazz, le rock…  Il tente de faire évoluer la musique bretonne en intégrant des sonorités et des rythmes d'aujourd'hui et du monde entier. Il s'organise pour cela autour d’un orchestre composé d'une guitare électrique, d'un synthétiseur, d'une batterie jazz et d'une guitare basse.
En août 1993, il participe à la tournée culturelle de Kirkcaldy en Écosse. Il a joué avec les groupes Tri Yann, Off, EV et accompagné Carlos Nunez sur scène. En parallèle il se produit sur les scènes internationales : Festival International do Mundo Celta à Ortigueira (Galice), festival Zeltik (Luxembourg)…
Depuis les années 2000 il se présente de nouveau aux concours du championnat national des bagadoù. Afin de remonter ses effectifs, il a mis en place un partenariat de formation avec l’école de musique de Toutes Aides (Nantes) et le BAS 44. Il sort un nouvel album en 2007 et fête ses 40 ans en 2008.
En 2012, il accompagne Dan Ar Braz et Carlos Nunez, ou encore Royal de luxe en 2014.
En 2013, le Bagad participe au Celtic Festival Le Zénith Paris - La Villette avec le « Cercle Olivier de Clisson ». De là, débute une collaboration scénique avec le cercle de danse originaire du Vignoble Nantais.

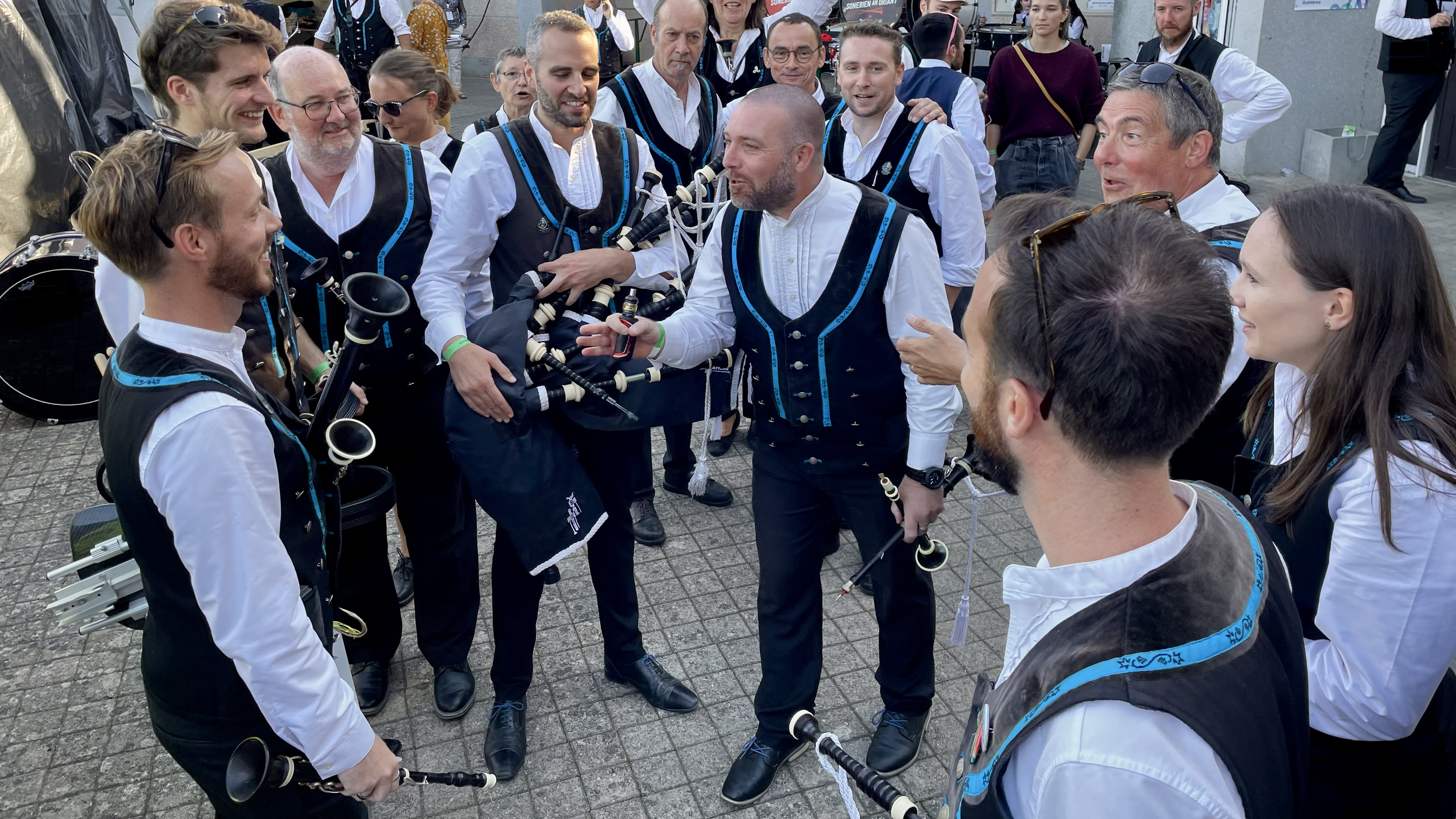
Le Bagad de Nantes aux 70 ans de la Kevrenn Alre (2022)

En 2015, le Bagad accède en seconde catégorie. Cette année marque également la création du bagadig. Ce bagad-école comprend une vingtaine de musiciens en formation.
En 2018, le Bagad de Nantes fête ses cinquante ans. Trois petits films scéniques publiés en ligne et diffusés lors de cette fête (premier - second- troisième) retracent les première années du Bagad.
Entre 2020 et 2021, les habituels concours de printemps et d'été du championnat sont annulés pour cause de pandémie de coronavirus. Le Bagad ne peut réaliser qu'un petit nombre d'animations publiques, et poursuit la formation des élèves.
En 2022, le Bagad se maintient en 2nd catégorie et le Bagadig présente le concours de 5ème catégorie. Lors de la fête des 70 ans de la Kevrenn Alre, le 17 septembre 2022, Louis-Marie passe sa baguette de penn-soner du bagad à Eric, qui à son tour passe la direction des cornemuses à Gurval. Ces changements permettent à Louis-Marie de se concentrer sur le pupitre bombardes.

## Discographie

### Participations
- 1998 : EV - Mar Plij (live)
- ...... : Off - Visite guidée…

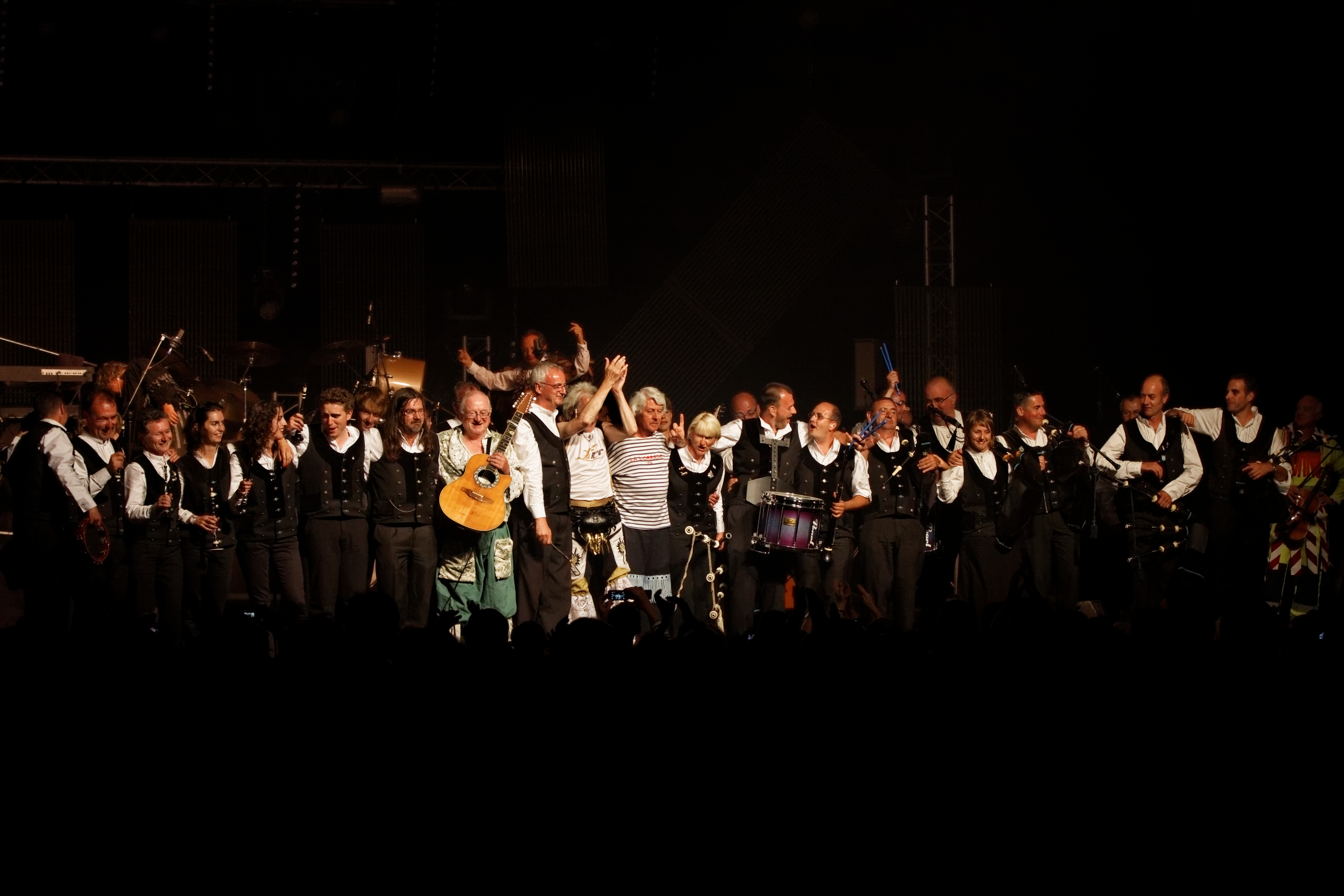
Les membres du bagad accompagnant Tri Yann au festival de Cornouaille 2012

- 2004 : Tri Yann - La Tradition symphonique 2 avec l'Orchestre national des Pays de la Loire
- 2012 : Tri Yann - 40 ans au Zénith de Nantes
- 2012 : Tri Yann - au Zénith de Paris
- 2013 : Celtic Festival - Zénith de Paris
- 2014 : Le Mur de Planck - Royal de Luxe
- 2015 : Carnaval de Sarrebruck
- 2017 : Festival du Port de Hambourg